# Himmelsmeister-Residenz
Die Himmelsmeister-Residenz (chinesisch 天师府, Pinyin Tiānshī Fǔ, englisch Celestial Master Mansion bzw. 龙虎山天师府,  Lónghǔshān Tiānshī Fǔ, englisch The Celestial Masters’ Mansion on Dragon and Tiger Mountain) ist der traditionelle Sitz der „Zhang-Himmelsmeister“ (张天师) im Berg des Drachen und Tigers (Longhu shan) in Guixi in der chinesischen Provinz Jiangxi. Es ist der Hauptsitz des von Zhang Daoling begründeten Zhengyi-Daoismus (Zhengyi dao).